# ミュンヘン連邦軍大学
座標: 北緯48度04分49秒 東経11度38分27秒 / 北緯48.080315348555445度 東経11.640701293945312度
ミュンヘン連邦軍大学（ミュンヘンれんぽうぐんだいがく、ドイツ語：Universität der Bundeswehr München、略称：UniBwM）は、1973年に開校したドイツ連邦軍の士官候補生を養成する連邦軍大学のうちの一校。バイエルン州ミュンヘン市南部外縁のミュンヘン郡ノイビーベルクに所在している。

## 概要
ミュンヘン連邦軍大学は一般的にドイツ連邦軍の士官および士官候補生が利用出来る。ただし、友好国協定により外国軍人も教育を受けることが出来る。また、一般市民の交換学生もいる。留学生は全体で約70人が学内に在籍する。
2002年以降、少数ながら一般ドイツ市民の学生の受け入れ（約80人）が始まる。これは、一般人卒業生を通じて大手工業系企業や保険業界における将来の幹部として採用されることを狙ったものであり、金融および研究などの分野においても経済技術的な学業を押さえて将来的な影響力を確保することにある。また、これらと同様にいくつかの連邦軍一般職員候補生が修める課程においても防衛技術の学業について再形成されることが求められる。これ以外にも連邦情報庁に入庁予定の候補生についてもノイビーベルクで教育を受ける。女性学生については全体のうち約11%が在籍する。

## 歴史
1970年、当時の連邦国防大臣ヘルムート・シュミットはドイツ軍将校の教育について完全な学術研究環境の構築を含めて再検討を決心した。1年後にエルヴェイン委員会は連邦軍内に公共大学を2校の創設を提言した。学生は職業軍人に成る過程で一般社会で通用する学位を取得して、高位な資格を元手に軍に入隊する動機を確立し将校団を厚くすることにあった。学生はより高度な仕事量に対処し、より効率的に学習できるように通常の大学より良い環境を与えられる。
ほぼ2年間の議論と必要な立法上の手続きの末、両大学は開設される。通常、ドイツ国家の責任で大学教育が行われ、このミュンヘン校とヘルムート・シュミット大学ハンブルクの2校が存在する。この革新的な概念で両連邦軍大学は伝統的なドイツの大学環境における改革大学として広く知られるようになる。翌年以降、大学はイメージと評価を確立するため1980年代には大学教授には教員資格を、そして博士号を取得できる完全な大学として認められる。1990年代から2000年代にかけて連邦軍大学は一般市民の入学を認め、国際関係を拡大させる。2007年には連邦軍大学の学位をボローニャ宣言に基づく体系と一致させる。これは対応するカリキュラムを完全に制約して旧来のドイツ発行の卒業証書に代わり学士号と修士号を与えて対応した。

## 学部の構成
- 基礎分野
  - 土木工学及び測量学部（BauV）
  - 電気工学及び情報技術学部（EIT）
  - 計算機科学部
  - 航空宇宙工学部（LRT）
  - 教育学部
  - 社会科学政治学部
  - 経済組織学部（WOW）

経済情報科学部の教程については情報技術学部および経済組織科学部と一緒に提供される。
数理工学の教程については電気工学及び情報技術学部、航空宇宙工学部、土木工学及び測量学部および計算機科学部とともに提供される。
- 応用科学分野
  - 経営管理学部（BW）
  - 電気工学及び情報技術学部（ETTI）
  - 機械工学部（MB）

## 研究
連邦軍大学は一義的には士官候補生や士官の教育を担当するが、他の大学との競争に晒されているため軍に関連する研究も盛んに行われている。研究資金の約20%は連邦国防省から拠出され、連邦教育研究省からは約13%が、産業界から24%またドイツ研究振興協会からも資金が出されている。
連邦軍大学が参加した既知の研究ではガリレオ測位システムや自動無人運転車両の開発がある。

## 歴代学長
| 氏名                                                                     | 期間            | 備考 |
| ------------------------------------------------------------------------ | --------------- | ---- |
| ゲルハルト・ヴァクター Gerhard Wachter                                   | 1973年 - 1974年 | 軍人 |
| ホルスト・フライヘーア・フォン・エンゲルト de:Horst Freiherr von Engerth | 1974年 - 1982年 |      |
| ルドルフ・ヴィーネッカー Rudolf Wienecke                                 | 1982年 - 1990年 |      |
| ユルゲン・フォン・クリューデナー Jürgen von Kruedener                    | 1990年 - 1993年 |      |
| ルドルフ・アヴェンハウス Rudolf Avenhaus                                 | 1993年 - 1994年 | 軍人 |
| ハンス・ゲオルク・ルーズ de:Hans Georg Lößl                              | 1994年 - 2005年 |      |
| メリト・ニーハウス de:Merith Niehuss                                     | 2005年 -        |      |

## 国際協力関係
ミュンヘン連邦軍大学は以下のようなパートナー大学を擁している。
- オーストリア - グラーツ大学（グラーツ）
- チリ - チリ大学（サンティアゴ）
- 中国 - 同済大学（上海市）
- デンマーク - オーフス大学（オーフス）
- フィンランド - オウル大学（オウル）
- フランス - トゥールーズ高等商業学校（トゥールーズ）、国立高等工芸学校（ENSAM、パリ）、国立高等研究技師・兵器技術学校（ENSIETA、ブレスト）、パリ国立高等鉱業学校（ENSMP、パリ）、パリ高等電子工学研究所（ISEP、パリ）
- ハンガリー - 中央ヨーロッパ大学（ブダペスト）
- 日本 - 大阪工業大学（大阪市）
- オランダ - デルフト工科大学（デルフト）
- ポーランド - ヴロツワフ工科大学（ヴロツワフ）
- ルーマニア - ブカレスト工科大学（ブカレスト）、クラヨーヴァ大学（クラヨーヴァ）
- ロシア - サンクトペテルブルク工科大学（サンクトペテルブルク）
- スペイン - マドリード自治大学（マドリード）、ポンペウ・ファブラ大学（バルセロナ）、カディス大学（カディス）
- アメリカ合衆国 - アリゾナ大学（ツーソン）

## 大学に関連する著名人
- トーマス・ライター - ドイツ人宇宙飛行士（元学生）
- クラウス＝ディートリッヒ・フラーデ - ドイツ人宇宙飛行士（元学生）
- フォルカー・ヴィーカー - ドイツ連邦軍総監（元学生）
- ミヒャエル・ヴォルフゾーン（en:Michael Wolffsohn） - イスラエル生まれのドイツ人歴史家（教授）
- ブルン＝オットー・ブリード（de:Brun-Otto Bryde） - 連邦憲法裁判所裁判官（元教授）